# Jacqueline Durran
Jacqueline Durran (Londra, 1º gennaio 1966) è una costumista britannica.

## Biografia
Ha ricevuto la nomination ai Premi Oscar 2006 per il suo lavoro in Orgoglio e pregiudizio e nuovamente ai Premi Oscar 2008 per Espiazione. Nel 2013 ha vinto l'Oscar ai migliori costumi per il suo lavoro in Anna Karenina.
Ha vinto il Premio BAFTA per Il segreto di Vera Drake (2004) e per Anna Karenina (2013). 
Tra gli altri film a cui ha preso parte come costumista vi sono Tutto o niente (2002), Il solista (2009), The Double (2013), La talpa (2011) e La bella e la bestia (2017).
Nel 2018 riceve due candidature all'Oscar per i migliori costumi sia per La bella e la bestia che per L'ora più buia. Nel 2020 vince il secondo Oscar per aver curato i costumi del film Piccole donne.

## Filmografia parziale

### Cinema
- Tutto o niente (All or Nothing), regia di Mike Leigh (2002)
- Young Adam, regia di David Mackenzie (2003)
- Yes, regia di Sally Potter (2004)
- Il segreto di Vera Drake (Vera Drake), regia di Mike Leigh (2004)
- Orgoglio e pregiudizio (Pride & Prejudice), regia di Joe Wright (2005)
- Espiazione (Atonement), regia di Joe Wright (2007)
- La felicità porta fortuna - Happy Go Lucky (Happy Go Lucky), regia di Mike Leigh (2008)
- Il solista (The Soloist), regia di Joe Wright (2009)
- Tata Matilda e il grande botto (Nanny McPhee and the Big Bang), regia di Susanna White (2010)
- Another Year, regia di Mike Leigh (2010)
- La talpa (Tinker Tailor Soldier Spy), regia di Tomas Alfredson (2011)
- Anna Karenina, regia di Joe Wright (2012)
- Il sosia - The Double (The Double), regia di Richard Ayoade (2013)
- Turner (Mr. Turner), regia di Mike Leigh (2014)
- Macbeth, regia di Justin Kurzel (2015)
- Pan - Viaggio sull'isola che non c'è (Pan), regia di Joe Wright (2015)
- La bella e la bestia (Beauty and the Beast), regia di Bill Condon (2017)
- L'ora più buia (Darkest Hour), regia di Joe Wright (2017)
- Maria Maddalena (Mary Magdalene), regia di Garth Davis (2018)
- Peterloo, regia di Mike Leigh (2018)
- 1917, regia di Sam Mendes (2019)
- Piccole donne (Little Women), regia di Greta Gerwig (2019)
- Cyrano, regia di Joe Wright (2021)
- Spencer, regia di Pablo Larraín (2021)
- The Batman, regia di Matt Reeves (2022)
- Allelujah - Un ospedale in rivolta (Allelujah), regia di Richard Eyre (2022)
- Barbie, regia di Greta Gerwig (2023)
- Jay Kelly, regia di Noah Baumbach (2025)

### Televisione
- Small Axe – miniserie TV, 2 puntate (2020)

## Premi e riconoscimenti

### Premio Oscar
- 2006 - Candidatura per i migliori costumi per Orgoglio e pregiudizio
- 2008 - Candidatura per i migliori costumi per Espiazione
- 2013 - Migliori costumi per Anna Karenina
- 2015 - Candidatura per i migliori costumi per Turner
- 2018 - Candidatura per i migliori costumi per La bella e la bestia
- 2018 - Candidatura per i migliori costumi per L'ora più buia
- 2020 - Migliori costumi per Piccole donne
- 2022 - Candidatura per i migliori costumi per Cyrano
- 2024 - Candidatura per i migliori costumi per Barbie

### Premio BAFTA
- 2005 - Migliori costumi per Il segreto di Vera Drake
- 2006 - Candidatura per i migliori costumi per Orgoglio e pregiudizio
- 2008 - Candidatura per i migliori costumi per Espiazione
- 2012 - Candidatura per i migliori costumi per La talpa
- 2013 - Migliori costumi per Anna Karenina
- 2015 - Candidatura per i migliori costumi per Turner
- 2018 - Candidatura per i migliori costumi per La bella e la bestia
- 2018 - Candidatura per i migliori costumi per L'ora più buia
- 2020 - Migliori costumi per Piccole donne
- 2024 - Candidatura per i migliori costumi per Barbie

### Satellite Award
- 2005 (dicembre) - Migliori costumi per Orgoglio e pregiudizio
- 2007 - Candidatura per i migliori costumi per Espiazione
- 2012 - Candidatura per i migliori costumi per Anna Karenina
- 2016 - Candidatura per i migliori costumi per Macbeth
- 2018 - Candidatura per i migliori costumi per La bella e la bestia
- 2022 - Candidatura per i migliori costumi per Cyrano
- 2024 - Candidatura per i migliori costumi per Barbie

### Saturn Award
- 2013 - Candidatura per i migliori costumi per Anna Karenina
- 2018 - Migliori costumi per La bella e la bestia
- 2022 - Migliori costumi per The Batman
- 2024 - Candidatura per i migliori costumi per Barbie